# Cavalese
Cavalese (Fiemme-völgyi nyelvjárásban „Cavales”, régi német nevén „Gablös", ladin nyelven „Ciavaleis”) egy község (comune) Észak-Olaszországban, a Trentino-Alto Adige (Dél-Tirol) autonóm régióban, Trento megyében, a déli-Dolomitokban, kb. 1000 m tengerszint feletti magasságban. Állandó lakosainak száma kb. 4000.
A Fiemme-völgyi községek középkori eredetű szövetségének, a Magnifica Comunità di Fiemmének tagja. Predazzó mellett a Fiemme-völgy történelmi, kulturális, és közigazgatási központja, nagy kiránduló- és téli sportközpont, számos alpesi-sí és sífutópálya veszi körül. Enyhe éghajlata miatt a nem-sportoló nyaralók, családok is kedvelik.

## Fekvése, lakói
Dél-Tirol déli részén, a Fiemme-völgyet (olaszul: Valle di Fiemme, németül: Fleimstal) szegélyező domboldalakon fekszik, 1000 m tengerszint feletti magasságban. A Fiemme-völgyi Területi kistérség (Comunità territoriale della Val di Fiemme) része. Lakóit, a cavalesebelieket olaszul cavalesaninak nevezik. A helység védőszentje Szent Sebestyén, helyi ünnepnapja január 20.

## Történelme
Az késő bronzkorból való első emberi település létét egy ősi földvár feltárt maradványai bizonyítják. A Római Birodalom végső évszázadában (284–476) és népvándorlás korában a közeli San Valerio dombon vár és keresztény szentély állt. A 6. századból való keresztény temetőt is feltártak itt. A városiasodás a 12. században indult meg, a Gambis patakra gabonamalmok és fűrészmalmok települtek, a hegyekben rézércet bányásztak. A Fiemme-völgy a 10. századtól kezdve Trident püspök-fejedelmeinek birtoka volt, de a községek szövetsége bizonyos autonómiával rendelkezett (Magnifica Comunità di Fiemme).
A 16–17. században Cavalese a püspöknek és a tridenti főuraknak pihenőhelyévé vált, nyári palotákat építettek itt. A tridenti püspök palotáját a 19. században a Magnifica Comunità székházává alakították. A 18. században (settecento) itt működött Giuseppe Alberti festőiskolája, akinél többek között Michelangelo Unterperger is tanult (műveik a környék templomaiban, főúri udvarházaiban láthatók. A 19. század a helységnek és környékének fejlődést hozott a fellendülő turizmus. Számos vendégfogadó épült, új utak épültek.
Cavalese és a Fiemme-völgy (Fleimstal) 1919-ig az Osztrák–Magyar Monarchiához,  Tirol grófsághoz tartozott. Cavalese cs. és kir. helyőrségi város (Garnisonsstadt) volt, 1914-ben a cseh 12. vadász-zászlóalj (böhmische Feldjäger-Bataillon Nr. 12) állomásozott itt.

## A Fleims-völgyi vasút

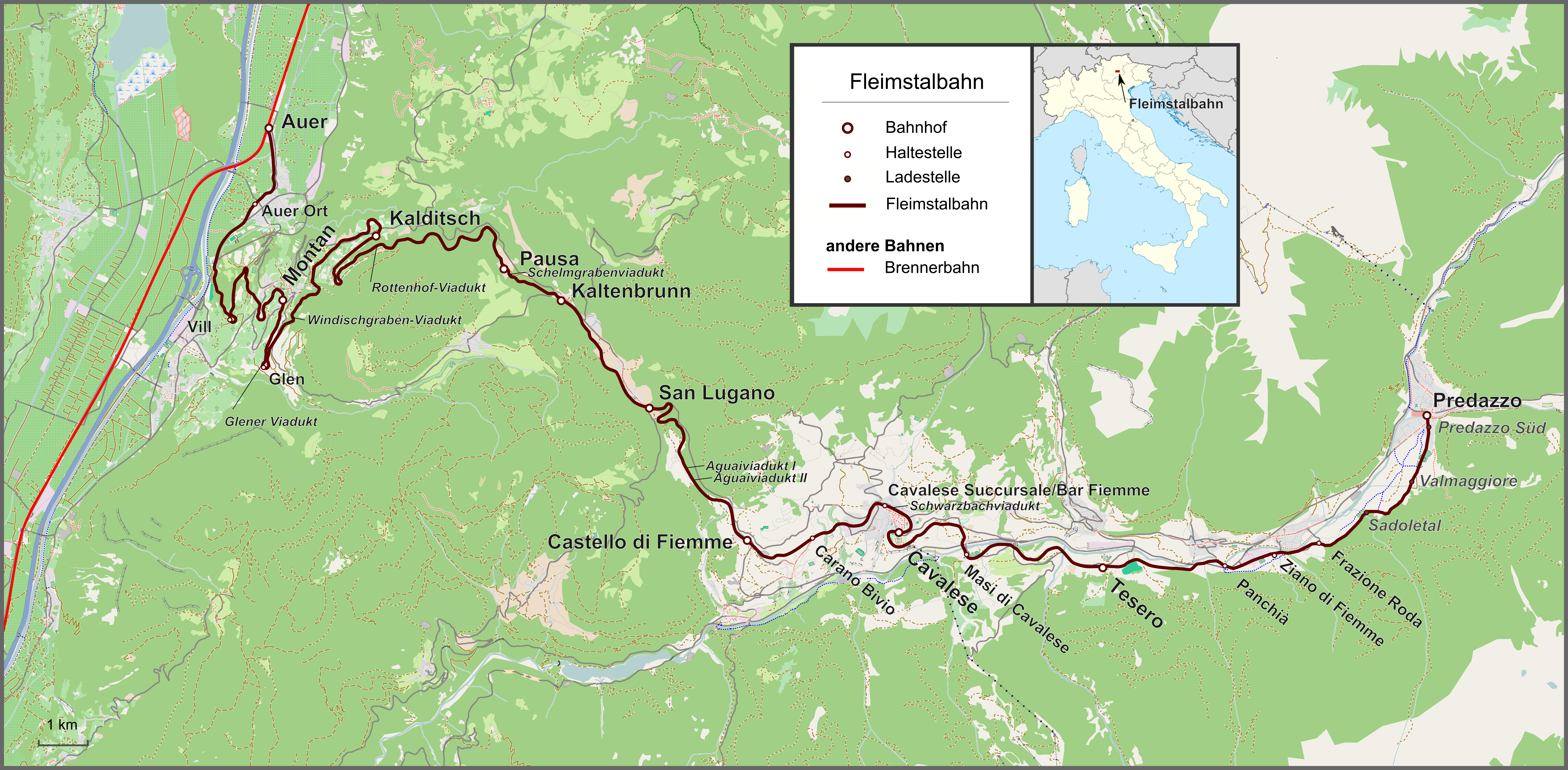
A Fleimstalbahn nyomvonala.

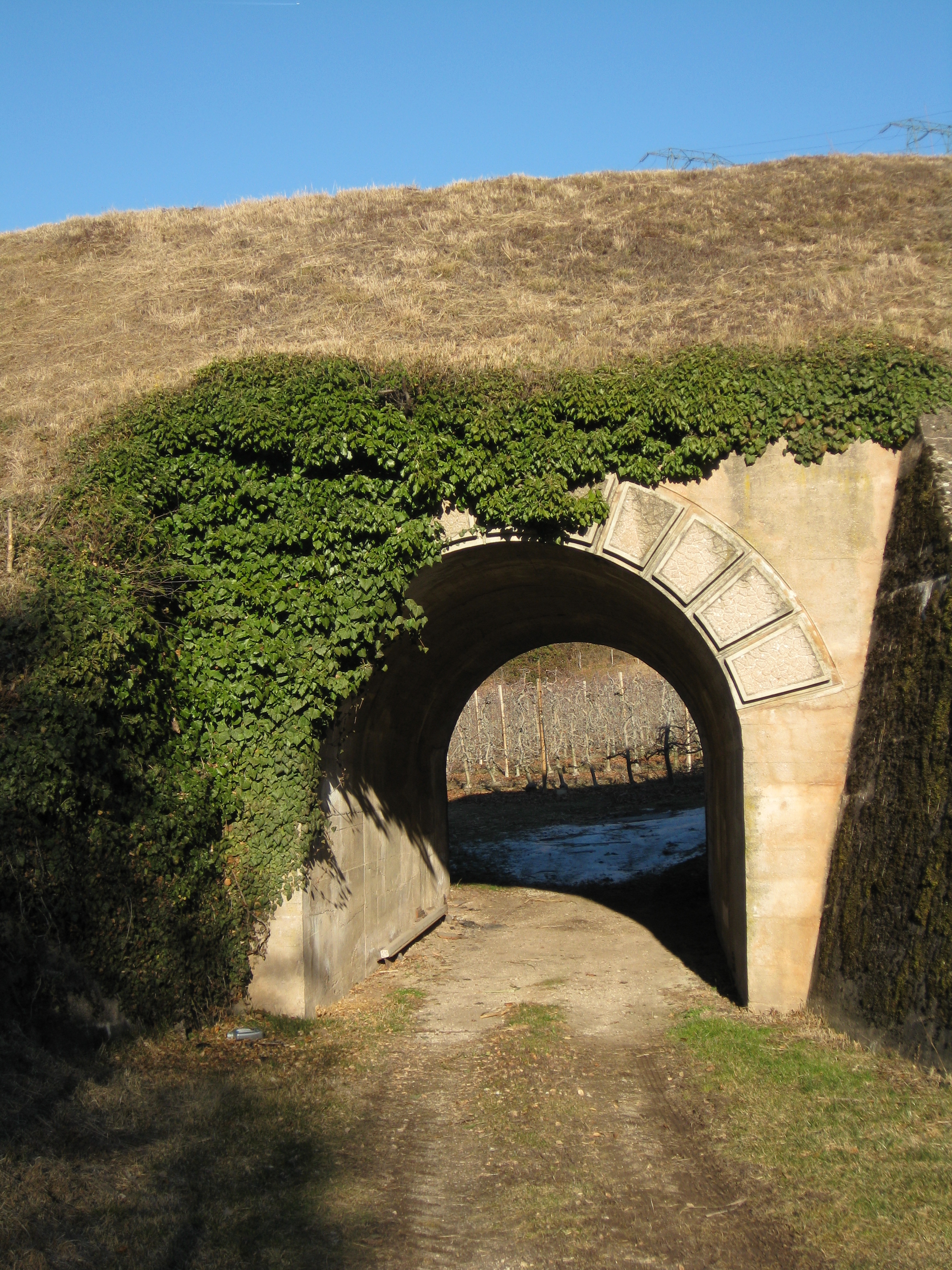
A Fiemme-völgyi vasút (Fleimstalbahn) egyik áteresze mai állapotában.

Itt haladt az osztrák–magyar hadvezetés által tervezett Fiemme-völgyi vasút (németül: Fleimstalbahn, olaszul: Ferrovia della Val di Fiemme) vonala, érintve Cavalését is. 1910-ben kezdődött a tervezés, 1916-ban – már az első világháború idején, az olaszok hadba lépése után – nekifogtak az építkezésnek. A 760 mm nyomtávú vasútvonal építését egy Örley nevű magyar hadmérnök vezette. (Az első világháborúban a Dél-Dolomitok az osztrák–magyar haderő hadműveleti területe volt, közvetlen frontvonal, a vasút ennek utánpótlását segítette). A számos alagutat, völgyhidat magában foglaló létesítmény cs. és kir. katonák és antant-hadifoglyok munkájával épült. Az 51 km hosszú vonal első, 35 km-es nyugati szakasza az Etsch (Adige) völgyi Auertől Cavaléséig és Castellóig 1917-ben megnyílt. Megnyitásán részt vett Károly császár és király is. A 16 km-es második szakasz, amely a Fiemme-völgyben futott volna Cavalésétől tovább Predazzóig már nem épülhetett meg a világháború alatt, mert a Fiemme-völgyet délről lezáró Lagorai-hegység (Catena di Lagorai) egyik hegycsúcsát, a Monte Cauriolt az olaszok elfoglalták, és a sínek nyomvonala az olasz tüzérség hatókörébe jutott. A világháború után frissen megszerzett területen az olasz kormány kiépítette a teljes vonalat, amely az 1950-es évekig üzemelt, 1960-ban végleg felszámolták, ma buszok közlekednek helyette. A sínek nyomvonala ma sétaút és bicikliút.
A második világháború végén a környék német megszállás alá került, Cavalese a partizántevékenység (resistenza) egyik gócpontjává vált. A háború után az alpinizmus és a sísport egyik népszerű központjává fejlődött. A völgyben (is) elhalad a Marcialonga, a minden év januárjában megrendezett nemzetközi sífutó verseny, amelynek útvonala Predazzóból a Fiemme-völgyön és a Fassa-völgyön át halad.

## Nevezetességek
- Szent Vigiliusz-templom (Chiesa di San Vigilio di Trento), amelyet I. Lipót német-római császár és felesége, Eleonóra császárné építtetett. 1698-ban szentelték fel, Giuseppe Alberti freskói díszítik.
- A templom melletti kolostor épületére három délkör van felrajzolva, 1692-ből. 1882-ben Cavalese község elöljárósága meteorológiai állomást létesített itt.
- A helyiség főutcáját képezi a régi dolomiti országút, ma megkerüli az új 48. sz. állami autóút (Strada statale 48 delle Dolomiti). A főutca mentén láthatók a tridenti püspök palotája és a régi főúri városi paloták, és a Várostorony (Torre Civica), a városszövetség közigazgatási autonómiájának jelképe.
- A püspöki palota belseje reneszánsz vonásokat mutat: földszinten a börtön, az első emeleten a városi elöljáróság irodái, a másodikon a képtár (pinacoteca) és a Fiemme-völgy múzeuma. Itt van a közösség levéltára, amelyben pergamen található a 13-tól a 18. századig.
- A Várostorony 1805-ben épült, 1830-ban toronysisakkal és órával egészítették ki. A torony lábánál álló kápolna, előtte a Gambis folyó védőszentjének, Nepomuki Szent Jánosnak 1739-ben felállított szobra .
- A község alsó, régibb részén található a Santa Maria Assunta plébániatemplom. Az őt körülvevő parkban, ősi fák alatt régi kőpadok és kőasztal található, ez a Tanács Padja, (Banc de la Reson vagy Banco della Ragione). A tridenti püspök vikáriusa itt tartotta rendszeres törvénylátó napjait, ahol közügyeket intézett és bírói ítéleteket hozott.

## Katasztrófák és balesetek
1985. július 19-én Cavalese fölött a domboldalban átszakadt a helyi fluoritbánya 20 éves iszapszikkasztó medencéjének 34 méter magas felső gátja. A meredek hegyoldalon 180 000 m³ víz, iszap, üledék zúdult az alsó tározóba, amelynek gátja szintén átszakadt. A 90 km/h sebességgel rohanó iszapár elsöpörte a Stava-patak menti lakónegyedet. A kiömlő anyag 50 000 m³ épület-törmeléket, földet, fákat, sziklákat magával sodorva eljutott Tesero faluig, az Avisio völgyébe, további házakat és műtárgyakat lerombolva. Hivatalos adatok szerint 268 személy pusztult el. Ez volt Trentino-Dél-Tirol régió legnagyobb újkori (békeidős) katasztrófája.
A völgy északi lejtőjén fekvő Cavalését (Tesero községet) és a déli hegyoldalt (a Monte Cermist) összekötő, síelőket és kirándulókat szállító kabinos drótkötélpályát (funivia di Cermist) a 20. században két súlyos szerencsétlenség érte: 
- 1976. március 9-én a hibásan szerelt kábel elszakadt, egy kabin a mélybe zuhant, 42 utas meghalt, csak egyetlen súlyos sérült maradt életben.[7]
- 1998. február 3-án az amerikai légierő egy EA–6B Prowler típusú felderítő repülőgépe, amely az avianói légitámaszpontról szállt fel, kis magasságban repült át a völgyön, elszakította a Monte Cermisre vezető felvonó drótkötelét. A lezuhanó kabinban 20-an lelték halálukat, európai turisták és az olasz kezelő. Az eset nagy felháborodást váltott ki Olaszországban, mert az 1951-es londoni egyezmény értelmében a NATO-pilóták kívül estek az olasz igazságszolgáltatás hatáskörén, és büntetlenül távozhattak.[8] Az esetet mindmáig a „cermisi mészárlás” (strage di Cermis) néven emlegeti a sajtó és a közbeszéd.

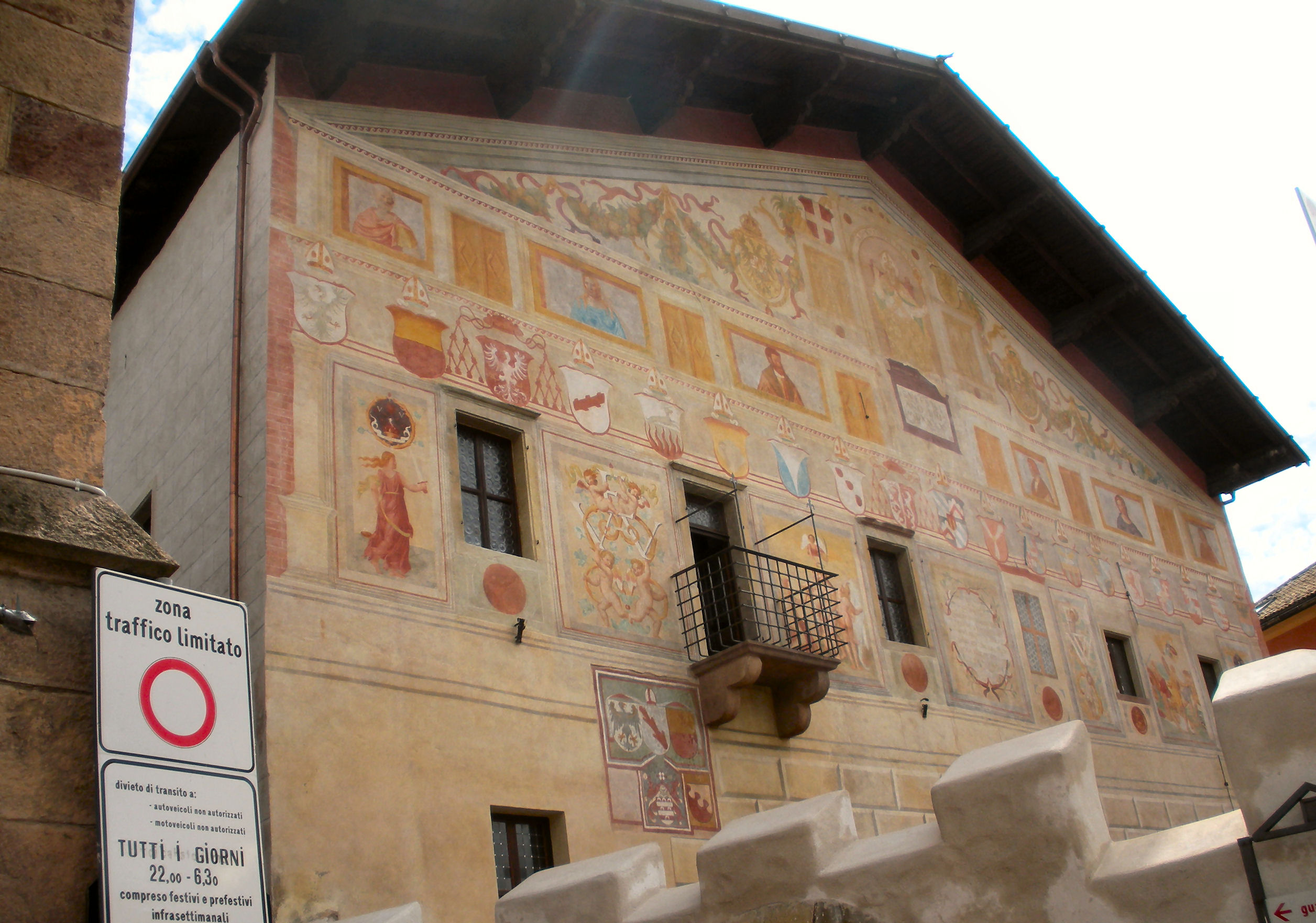
Cavalese, a Városi Magisztrátus Palotája
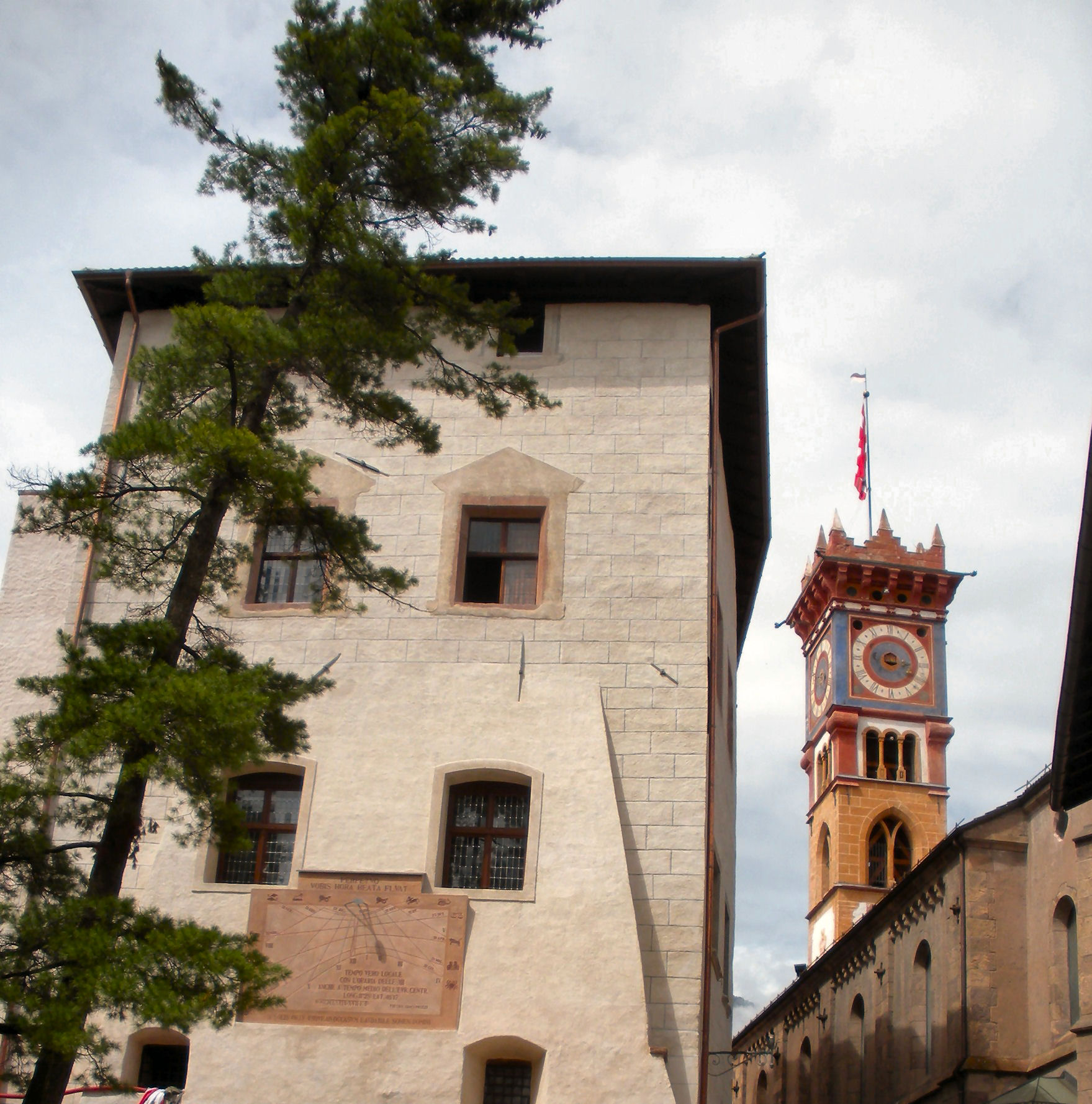
Cavalese, a Várostorony (Torre di Cittá)
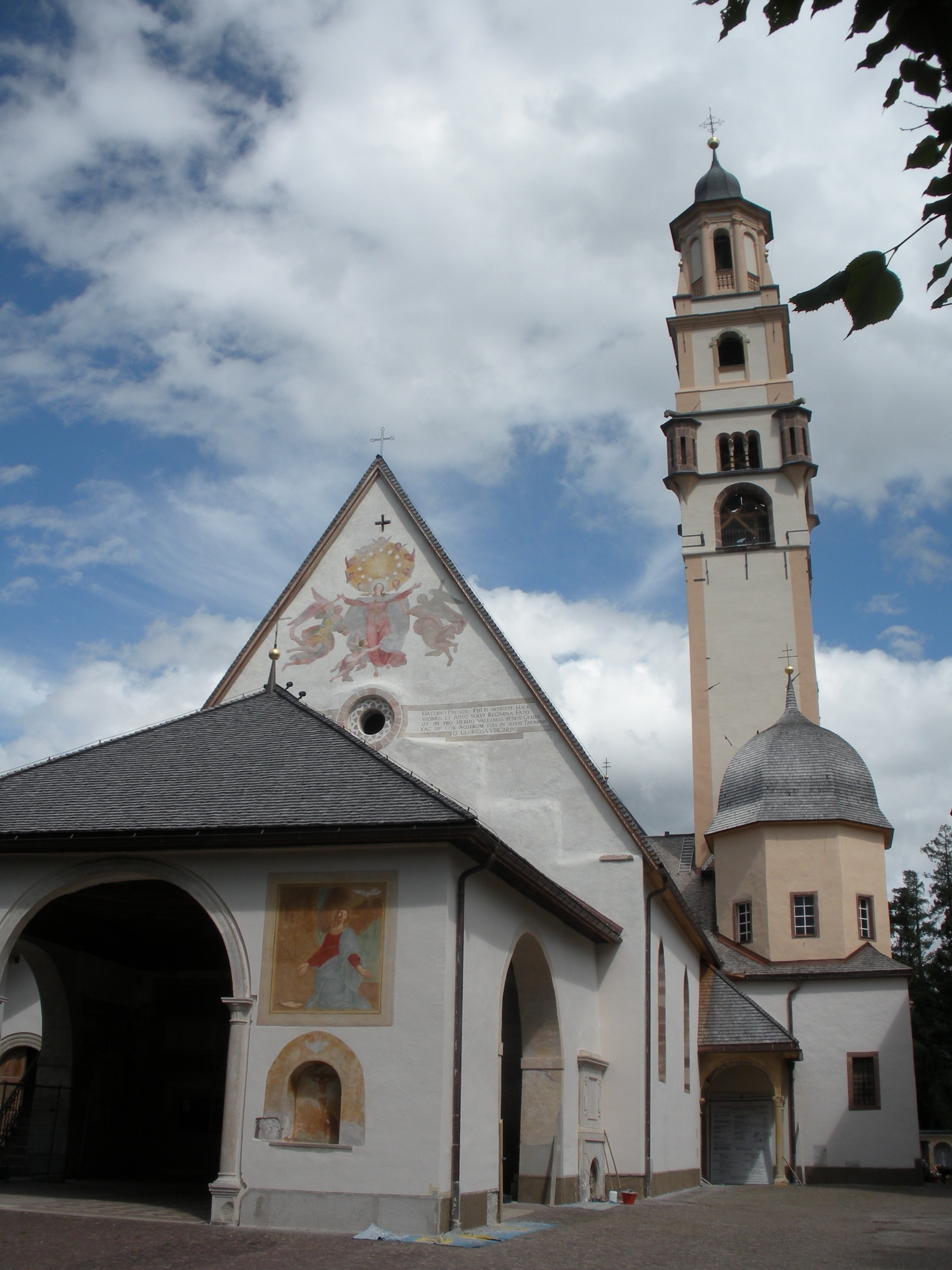
Cavalese, Santa Maria Assunta templom
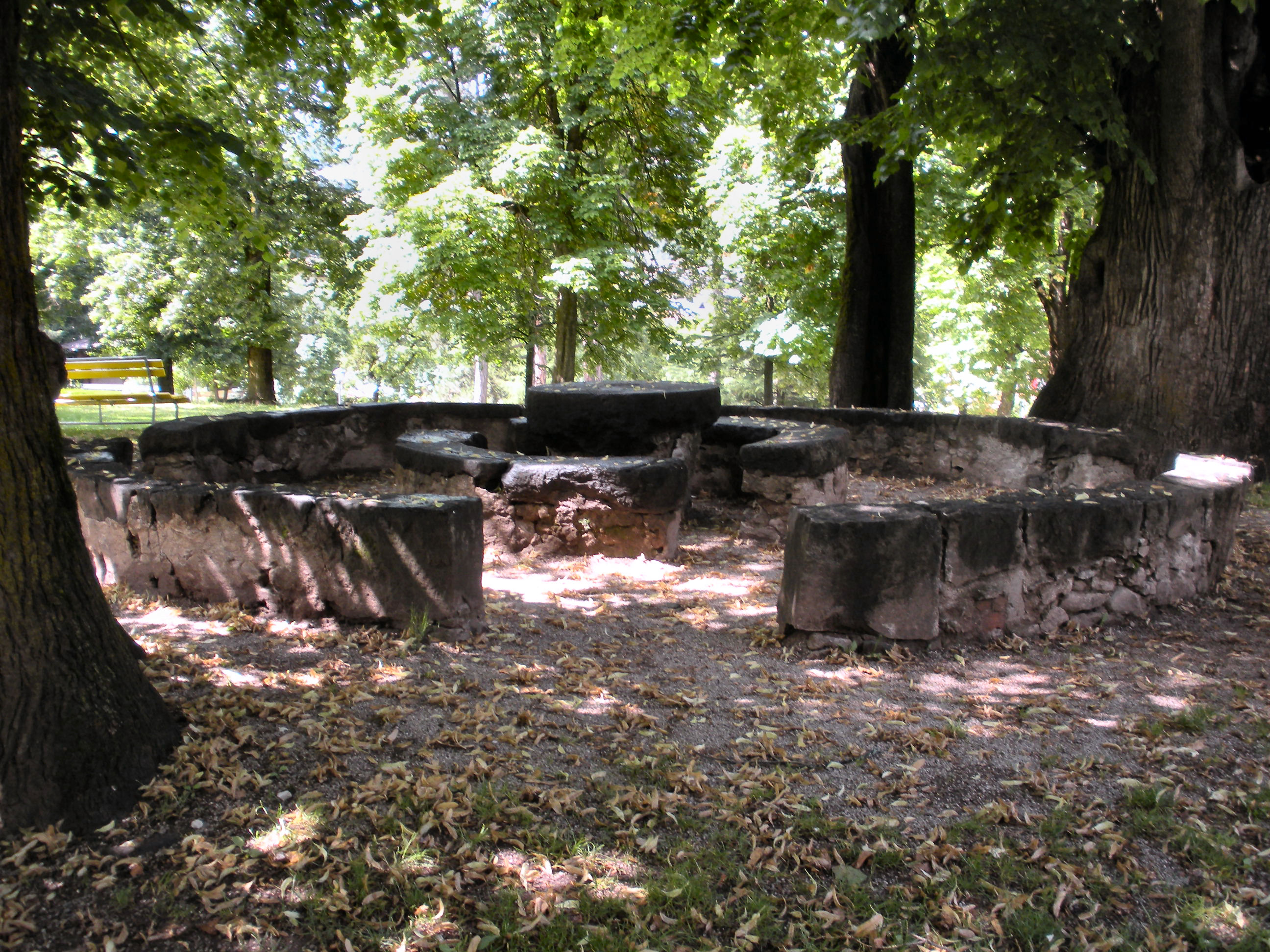
Cavalese, „Banco de Reson” törvénylátóhely
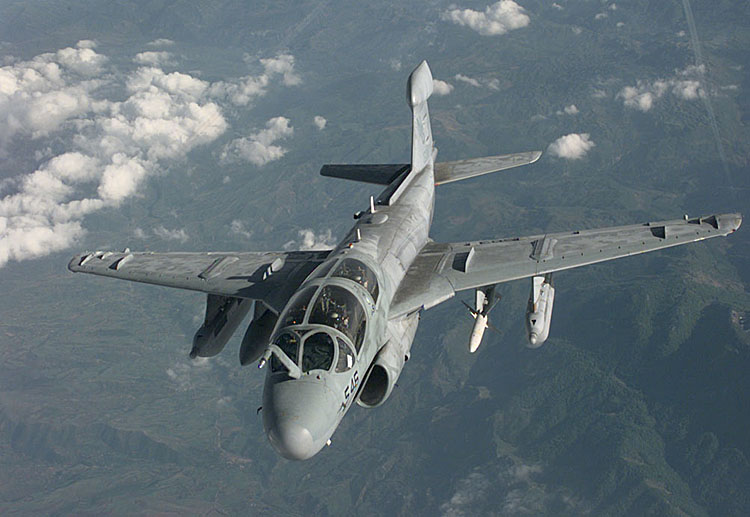
Hasonló EA–6B Prowler gép pilótája okozta az 1998-as tömeges tragédiát

## Gazdaság
Az ipari tevékenység mérsékelt, főleg kereskedelem és fafeldolgozó ipar. Nagyobb súllyal van jelen a kézműipar, ezen belül a fafaragás, a vasművesség és a márványszobrászat. A Bassa Val di Fiemme nevű szociális foglalkoztató szervezet sajtokat és tejtermékeket állít elő a helyben, Trento megyében (Trentinóban) termelt tejből. Elsődleges jelentőségű azonban az idegenforgalom, a turistaipar. Szállodák, vendégfogadók, apartman-házak, éttermek, sífelvonók, turistaházak sokasága épül, a fizetővendég-szolgálat is virágzik, sokan építenek második ingatlant, bérbeadás céljából.

## Sportolási lehetőségek
Cavalese körül számos jól karbantartott sípályarendszer üzemel (Pampeago, Cermis). Pampeago fölött, a Latemar síközpontnál egy síugrósánc is működik. A sífutás is igen népszerű a környéken, ennek leglátványosabb eseménye az évente megrendezett Marcialonga nemzetközi sífutóverseny.
1956-ban alakult a helyi jégkorongozó klub (Hockey Club Fiemme). A csapat az olasz B kategória sorozatos győztese volt 1987–1994 között. Jelenleg a C kategóriában játszik, és az utánpótlás nevelésében működik sikeresen.
1969-ben, 1978-ban és (legutóbb) 1997-ben Cavalesében volt a Giro d’Italia kerékpárverseny egyik szakaszának befutója.